# Сурушино
Сурушино — деревня в составе Тысяцкого сельского поселения Кувшиновского района Тверской области.

## География
Деревня находится в 8 километрах к юго-востоку от районного центра на берегу речки Осуга.

## История
На месте деревни в эпоху колонизации новгородцами южных земель была сооружена крепость для охраны водного торгового пути по Осуге.
В 1763 году село принадлежало Александру Ащерину.
В 1782 году село относилось к Репочаевской волости и в нем было два владельца: сын Александра Ащерина бригадир Николай Ащерин владел 157 душами (кроме того, владел деревней Городцы Чуриловской волости) и 12 душами владела прапорщица Прасковья Зилова.
В 1811 году село принадлежало Ивану Степановичу Зилову и Елизавете Михайловне Журавлевой.
В 1852 году Сурушино со 177 крепостными душами и близлежащая деревня Городцы принадлежали полковнице Дарье Баньковской.
В начале 70-х годов XX века деревня входила в состав колхоза «Свободный труд». В ней имелись школа, магазин, почта, медпункт и клуб.
Затем начался массовый отток молодёжи в города. В начале 90-х годов XX века в деревне проживало около 30 стариков.
В настоящее время в деревне проживает около десяти человек.

## Население
В 1859 году в селе было 42 двора, проживали 202 мужчины и 230 женщин.
В 1900 году в Сурушине было 63 двора, проживало 138 мужчин и 159 женщин.
| 1859 | 1884 | 2002 | 2008 | 2010 |
| ---- | ---- | ---- | ---- | ---- |
| 432  | ↘371 | ↘25  | ↘21  | ↘17  |

## Достопримечательности
В селе сохранилась в полуразрушенном состоянии каменная церковь 1845 года.
- Деревянная церковь  во имя Казанской иконы Божией Матери, «обшитая тесом», 1709 года постройки, находившаяся  в полуразрушенном состоянии на погосте, возведенная  в 1709 году стараниями помещика Ивана Андреевича Безобразова,  до наших дней не сохранилась.

- Каменная церковь постройки 1845 года, находится  в центре деревни. Разрешение на её постройку на собственные средства было дано помещице села Сурушино военной советнице Елизавете Михайловне Мозовской архиепископом Григорием в 1837 году. Строительство вёл новоторжский купец Иван Федоров, а надзор на строительством — губернский архитектор П. Говоров. Храм «в одной связи с колокольней» был построен к 1846 году. Церковь во имя Казанской Божией матери с приделом во имя Благоверного царевича Дмитрия имела длину 16 саженей, ширину — 6, высоту — 15. Стены снаружи и изнутри были отштукатурены, но не окрашены, а в трапезной — покрыты белой краской. Двухъярусная колокольня (ныне не существующая) была каменной, покрытой железом. Церковь окружала каменная ограда[2]. В 1865 году приход церкви составляли: крестьяне Заовражской волости села Сурушина (44 двора), деревни Городцы (31 двор), сельца Мишева (12 дворов), сельца Сменкина (5 дворов); один двор помещицы вдовы подполковницы Аделаиды Ивановой Безобразовой, «жительствовавшей» в сельце Мишеве (в двух верстах); десять дворов «военных чинов в разных селениях прихода»[2]. В советское время с колокольни были сняты колокола, церковь была закрыта, а затем частично разрушена. Сегодня каменная Казанская церковь находится в плачевном состоянии[7].

- Ранее в селе была ещё одна деревянная церковь Димитрия Чудотворца 1732 года постройки. Известно, что в ней служили священник, дьячок и пономарь. В 1818 году её приход насчитывал 90 дворов. Была разобрана в первой половине XIX века, а материал употреблен на обжиг кирпича для постройки каменной церкви[2].

## Известные жители и уроженцы
В селе родился преподобномученик Афанасий (в миру — Алексей Егорович Егоров) — игумен святой Русской православной церкви.